# Конні ван Бентум
Конні ван Бентум  (нід. Conny van Bentum, 12 серпня 1965) — нідерландська плавчиня, олімпійська медалістка.

## Виступи на Олімпіадах
| Олімпіада         | Дисципліна                            | Місце |
| ----------------- | ------------------------------------- | ----- |
| Москва 1980       | плавання на 100 метрів вільним стилем | 5     |
| Москва 1980       | естафета 4 × 100 вільним стилем       | 3     |
| Лос-Анджелес 1984 | плавання на 100 метрів вільним стилем | 4     |
| Лос-Анджелес 1984 | плавання на 200 метрів вільним стилем | 5     |
| Лос-Анджелес 1984 | естафета 4 × 100 вільним стилем       | 2     |
| Лос-Анджелес 1984 | плавання на 100 метрів, батерфляй     | 7     |
| Лос-Анджелес 1984 | плавання на 200 метрів, батерфляй     | 8     |
| Сеул 1988         | плавання на 100 метрів вільним стилем | 8     |
| Сеул 1988         | естафета 4 × 100 вільним стилем       | 2     |
| Сеул 1988         | плавання на 100 метрів, батерфляй     | 6     |
| Сеул 1988         | плавання на 200 метрів, батерфляй     | 8     |
| Сеул 1988         | комплексна естафета 4 × 100           | 5     |